# Étohexadiol
L'étohexadiol, 2-éthylhexane-1,3-diol ou encore octylène glycol est un composé organique de la famille des diols. Il est utilisé comme ectoparasiticide.
C'est un liquide très peu inflammable, soluble dans l'eau et légèrement volatil.

## Stéréochimie
La molécule d'étohexadiol possède deux atomes de carbone asymétriques et pas de plan de symétrie. Il existe donc deux paires d'énantiomères, diastéréoisomères entre elles de l'étohexadiol :
- (2R,3R)-2-éthylhexane-1,3-diol
- (2S,3S)-2-éthylhexane-1,3-diol
- (2R,3S)-2-éthylhexane-1,3-diol
- (2S,3R)-2-éthylhexane-1,3-diol